# Giovanni Santinello
Giovanni Santinello (* 1. Februar 1922 in Padua; † 23. August 2003 ebenda) war ein italienischer Philosoph und Hochschullehrer mit dem Schwerpunkt Geschichte der Philosophie.

## Biographie
Santinello schloss im Juli 1945 sein Studium der Philosophie an der Universität Padua ab, war seit 1949 ebendort Assistent und Lehrbeauftragter und erhielt dann einen Ruf auf die Professur für Geschichte der Philosophie an der Universität Lecce (1959–1963). Ab 1963 kehrte er in gleicher Funktion wieder an die Universität Padua zurück, zunächst als außerordentlicher Professor, ab 1970 als Ordinarius. Das Hauptarbeitsgebiet von Santinello war die Cusanus-Forschung; außerdem hat er sich mit der Methode der Historiographie der Philosophie beschäftigt, woraus das mehrbändige Projekt einer „Geschichte der Geschichtsschreibung der Philosophie“ (Storia della storie generali della filosofia) erwachsen ist.
1993 wurde Santinello zu Ehren eine Festschrift publiziert mit dem Titel Concordia discors, die auch ein Schriftenverzeichnis von Santinellos zahlreichen über 250 Veröffentlichungen für die Jahre 1949–1993 enthält.